# Triathlon ai XVIII Giochi panamericani
Il triathlon ai XVIII Giochi panamericani si è svolto a Chorrillos Beach, nei pressi di Lima, in Perù, dal 27 al 29 luglio 2019. Il triathlon ai Giochi panamericani è entrato a far parte dell'evento continentale dal 1995, e consiste in tre prove di nuoto, ciclismo e corsa a piedi che si svolgono in sequenza e senza interruzione.
Tra gli uomini ha vinto il messicano Crisanto Grajales, come era avvenuto 4 anni prima a Toronto nella precedente edizione dei giochi, mentre tra le donne a imporsi è stata la brasiliana Luisa Baptista, che ha trascinato la propria squadra anche al successo della staffetta mista.
Nella competizione maschile salgono sul podio il brasiliano Manoel Messias e l'argentino Luciano Taccone.
Nella competizione femminile salgono sul podio la brasiliana Vittoria Lopes e la messicana Cecilia Perez.

## Podio
| Evento | Oro                                                             | Argento                                                                | Bronzo                                                             |
| Uomini | Crisanto Grajales                                               | Manoel Messias                                                         | Luciano Taccone                                                    |
| Donne  | Luisa Baptista                                                  | Vittória Lopes                                                         | Cecilia Pérez                                                      |
| Misto  | Brasile Luisa Baptista Kaue Willy Vittória Lopes Manoel Messias | Canada Desirae Ridenour Charles Paquet Hannah Rose Henry Alexis Lepage | Messico Cecilia Pérez Irving Pérez Claudia Rivas Crisanto Grajales |

## Risultati

### Élite uomini
| Pos. | Nome                            | Paese       | Nuoto    | Bici     | Corsa    | Totale   |
| ---- | ------------------------------- | ----------- | -------- | -------- | -------- | -------- |
|      | Crisanto Grajales               | Messico     | 00:17:48 | 01:00:26 | 00:31:12 | 01:50:39 |
|      | Manoel Messias                  | Brasile     | 00:17:53 | 01:00:23 | 00:31:26 | 01:50:55 |
|      | Luciano Taccone                 | Argentina   | 00:17:54 | 01:00:04 | 00:31:52 | 01:51:03 |
| 4    | Irving Perez                    | Messico     | 00:17:53 | 01:00:21 | 00:31:41 | 01:51:06 |
| 5    | William Huffman                 | Stati Uniti | 00:17:39 | 01:00:33 | 00:31:41 | 01:51:09 |
| 6    | Charles Paquet                  | Canada      | 00:17:40 | 01:00:37 | 00:31:57 | 01:51:25 |
| 7    | Juan Jose Andrade Figueroa      | Ecuador     | 00:17:50 | 01:00:28 | 00:32:11 | 01:51:37 |
| 8    | Gaspar Riveros                  | Cile        | 00:17:49 | 01:00:20 | 00:32:11 | 01:51:41 |
| 9    | Diogo Sclebin                   | Brasile     | 00:17:58 | 01:00:20 | 00:32:21 | 01:51:49 |
| 10   | Matthew Wright                  | Barbados    | 00:17:49 | 01:00:28 | 00:32:34 | 01:52:00 |
| 11   | Felipe Barraza                  | Cile        | 00:17:41 | 01:00:36 | 00:32:34 | 01:52:02 |
| 12   | Austin Hindman                  | Stati Uniti | 00:17:42 | 01:00:29 | 00:32:41 | 01:52:03 |
| 13   | Kauê Willy                      | Brasile     | 00:17:52 | 01:00:19 | 00:32:40 | 01:52:12 |
| 14   | Diego Moya                      | Cile        | 00:17:43 | 01:00:37 | 00:33:04 | 01:52:31 |
| 15   | Jason West                      | Stati Uniti | 00:17:54 | 01:00:16 | 00:33:52 | 01:53:19 |
| 16   | Edson Gomez Ruiz                | Messico     | 00:17:39 | 01:00:34 | 00:34:04 | 01:53:30 |
| 17   | Martin Bedirian                 | Argentina   | 00:17:44 | 01:00:31 | 00:34:20 | 01:53:54 |
| 18   | Ramón Armando Matute            | Ecuador     | 00:00:00 | 00:00:00 | 00:00:00 | 01:54:30 |
| 19   | Taylor Forbes                   | Canada      | 00:17:54 | 01:03:48 | 00:33:11 | 01:56:16 |
| 20   | Michel Gonzalez Castro          | Cuba        | 00:17:54 | 01:03:58 | 00:34:29 | 01:57:37 |
| 21   | Federico Scarabino              | Uruguay     | 00:18:03 | 01:03:54 | 00:35:18 | 01:58:25 |
| 22   | Victor Manuel Herrera de la Hoz | Cuba        | 00:17:57 | 01:03:55 | 00:35:29 | 01:58:36 |
| 23   | Rodrigo Bravo Mejia             | Perù        | 00:18:36 | 01:03:19 | 00:37:28 | 02:00:42 |
| 24   | Jose Gomez De La Torre Prato    | Perù        | 00:18:34 | 01:03:16 | 00:37:53 | 02:01:02 |
| 25   | Petter Vega                     | Panama      | 00:18:57 | 01:05:44 | 00:36:27 | 02:02:24 |
| 26   | Billy Gordon                    | Panama      | 00:19:32 | 01:06:21 | 00:36:38 | 02:04:00 |
| 27   | Gerardo Vergara                 | Guatemala   | 00:19:18 | 01:06:38 | 00:37:33 | 02:04:50 |
| 28   | Alejandro Madde                 | Bolivia     | 00:19:49 | 01:09:07 | 00:38:55 | 02:09:26 |

### Élite donne
| Pos. | Atleta                       | Paese       | Nuoto    | Bici     | Corsa    | Totale   |
| ---- | ---------------------------- | ----------- | -------- | -------- | -------- | -------- |
|      | Luisa Baptista               | Brasile     | 00:19:08 | 01:05:28 | 00:34:58 | 02:00:55 |
|      | Vittoria Lopes               | Brasile     | 00:18:32 | 01:05:06 | 00:35:28 | 02:01:27 |
|      | Cecilia Perez                | Messico     | 00:19:53 | 01:04:41 | 00:36:10 | 02:02:07 |
| 4    | Sophie Watts                 | Stati Uniti | 00:19:47 | 01:04:43 | 00:36:30 | 02:02:28 |
| 5    | Barbara Riveros              | Cile        | 00:19:52 | 01:04:41 | 00:36:44 | 02:02:42 |
| 6    | Lina Maria Raga              | Colombia    | 00:19:52 | 01:04:39 | 00:37:01 | 02:02:58 |
| 7    | Leslie Amat Alvarez          | Cuba        | 00:19:52 | 01:04:42 | 00:37:21 | 02:03:19 |
| 8    | Claudia Rivas                | Messico     | 00:19:56 | 01:04:35 | 00:37:25 | 02:03:22 |
| 9    | Romina Biagioli              | Argentina   | 00:19:56 | 01:07:05 | 00:35:37 | 02:03:58 |
| 10   | Elizabeth Bravo              | Ecuador     | 00:20:02 | 01:06:56 | 00:35:38 | 02:03:59 |
| 11   | Beatriz Neres                | Brasile     | 00:20:05 | 01:06:48 | 00:36:33 | 02:04:49 |
| 12   | Jessica Romero Tinoco        | Messico     | 00:19:57 | 01:06:49 | 00:37:47 | 02:06:08 |
| 13   | Karol-Ann Roy                | Canada      | 00:19:54 | 01:07:06 | 00:37:58 | 02:06:20 |
| 14   | Avery Evenson                | Stati Uniti | 00:19:07 | 01:08:36 | 00:39:05 | 02:08:20 |
| 15   | Macarena Salazar             | Cile        | 00:19:52 | 01:07:05 | 00:40:16 | 02:08:38 |
| 16   | Mary Alex England            | Stati Uniti | 00:19:53 | 01:10:01 | 00:38:53 | 02:10:12 |
| 17   | Paula Jara                   | Ecuador     | 00:20:19 | 01:09:35 | 00:40:55 | 02:12:12 |
| 18   | Delfina Alvarez              | Argentina   | 00:20:55 | 01:10:34 | 00:39:19 | 02:12:14 |
| 19   | Raquel Solis Guerrero        | Costa Rica  | 00:19:59 | 01:10:32 | 00:42:55 | 02:14:51 |
| 20   | Ada Sofia Bravo Mejia        | Perù        | 00:20:05 | 01:13:15 | 00:40:24 | 02:15:04 |
| 21   | Erica Hawley                 | Bermuda     | 00:21:37 | 01:11:30 | 00:41:07 | 02:15:44 |
| 22   | Daniela Ciara Vega           | Cuba        | 00:21:07 | 01:11:53 | 00:42:22 | 02:17:04 |
| 23   | Genesis Carolina Ruiz Volcan | Venezuela   | 00:19:56 | 01:13:26 | 00:43:36 | 02:18:21 |
| 24   | Barbara Daniela Schoenfeld   | Guatemala   | 00:21:45 | 01:15:14 | 00:41:38 | 02:20:29 |
| 25   | Barbara Marleny Schoenfeld   | Guatemala   | 00:21:40 | 01:14:53 | 00:42:05 | 02:20:41 |
| 26   | Catalina Salazar             | Cile        | 00:20:55 | 01:15:21 | 00:45:25 | 02:23:16 |